# 尼泊尔蓼黑粉菌
尼泊尔蓼黑粉菌（学名：Ustilago nepalensis）是属于黑粉菌目黑粉菌科黑粉菌属的一种真菌，寄生在尼泊尔蓼上。该种分布于中国、日本、尼泊尔、印度、塔吉克斯坦、巴基斯坦、俄罗斯、德国等地。其种加词“nepalensis”意为“尼泊尔的”。